# Contea di Jingyuan
La contea di Jingyuan (靖远县S, Jìngyuǎn XiànP) è una contea della Cina, situata nella provincia del Gansu.